# LIV Swiss Watches
LIV Swiss Watches es una empresa relojera suiza establecida en Miami, Estados Unidos. Es conocida por ser la marca de relojes suizos con mayor financiación colectiva hasta la fecha.
La firma ha sido mencionada en la revista Forbes, en Business Insider y en muchos otros medios de comunicación importantes. Sus relojes están disponibles en todo el mundo y han aparecido en periódicos y revistas de Suiza, Alemania, Francia, Japón y de otros países.

## Historia
Esti Chazanow fundó LIV Swiss Watches en Miami, Florida, en 2012. Después de 20 años trabajando en la industria relojera, los Chazanow querían construir relojes accesibles, duraderos y de calidad, por lo que lanzaron una campaña pública de recaudación de fondos para su idea en la plataforma de micromecenazgo Kickstarter.
Como forma de promoción, la empresa apoyó al ciclista Taylor Eisenhart en la carrera Colorado Classic 2017. En 2018, LIV Watches también premió a los ganadores de la carrera F1600 Championship Series con relojes suizos GX1-A personalizados.
Chazanow, propietario de la marca de relojes suizos con mayor financiación pública hasta la fecha, cree que este éxito se debe a que los entusiastas de los relojes encontraron en LIV Swiss Watches una marca de nicho muy agradable, en lugar de un producto de consumo típico. Otras marcas de relojes que también han recibido financiación inicial del público incluyen 'Sequent SuperCharger' y 'Laventure Marine', aunque LIV Swiss Watches ha tenido, con diferencia, la mayor financiación y el mayor número de apoyos.

## Relojes

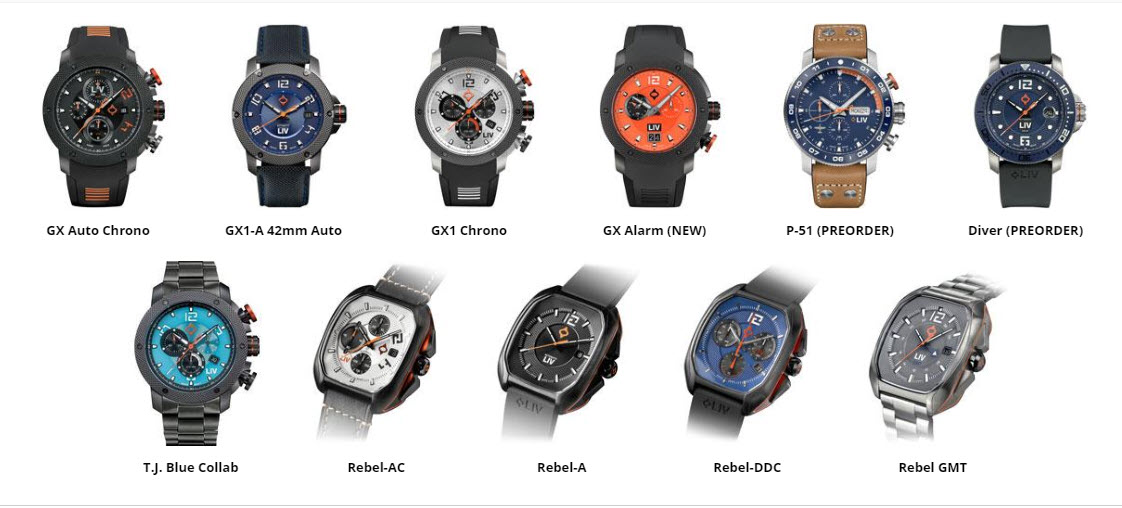
Gama de relojes LIV en 2019

El primer modelo de reloj LIV, el GX1 Swiss Quartz Chronograph, se lanzó en 2014. El segundo modelo, el GX1-A Swiss Automatic, fue financiado por una suma de 1.119.029 dólares por más de 2.169 personas en 12 horas.
Otro modelo lanzado en 2016 es el GX Base. En 2017, el siguiente modelo LIV, llamado Rebel, también fue financiado en 12 horas, recibiendo más de 1,7 millones de dólares de más de 2900 usuarios de Internet. 2017 también vio el lanzamiento del GX1-A, que tiene una característica luminiscente llamada  Super-LumiNova En 2018, se lanzó y financió el reloj Titanium Ceramic Chrono.
Entre los modelos adicionales, se pueden mencionar el GX1 Panda (para ropa deportiva), el GMT Cobalt, el GX AC (para mujer), el GX1 y varios otros.
También existe una amplia variedad de relojes y colecciones de edición limitada, incluidos relojes especializados para buceadores, pilotos y otros usos para distintos sectores de la población.

## Fabricación
Aunque LIV Swiss Watches tiene su sede en Miami, la mayoría de los relojes se fabrican y son ensamblados a mano en Suiza.